# Asparuh Peak
Der Asparuh Peak (englisch; bulgarisch Аспарухов връх Asparuchow wrach) ist ein 760 m hoher Berg auf der Livingston-Insel im Archipel der Südlichen Shetlandinseln. Im Bowles Ridge ragt er 2,4 km östlich des Mount Bowles, 1,25 km südlich des Melnik Ridge und 1,75 km westlich des Atanasoff-Nunataks auf. Er ist über das 575 m hohen Yankov Gap mit dem Melnik Ridge verbunden.
Bulgarische Wissenschaftler kartierten ihn im Zuge der Vermessungen der Tangra Mountains zwischen 2004 und 2005. Die bulgarische Kommission für Antarktische Geographische Namen benannte ihn 2005 nach Asparuch (641–702), Knjas des Ersten bulgarischen Reichs und Herrscher des Großbulgarischen Reichs.